# 邵汉
邵汉（葡萄牙語：Shéu Han，1953年8月3日—）是一位具有中国及莫桑比克血统的葡萄牙前足球运动员，在场上司职中场，现已退役。他在17年的职业生涯中仅效力于里斯本與本菲卡體育俱樂部，并在此获得了“羊毛脚（Pézinhos de lã）”的昵称。

## 俱乐部生涯
邵汉于1953年出生于葡属莫桑比克的伊尼亚索洛，其父亲来自中国广东，母亲则是当地黑人。他从小表现出的足球天赋被一名莫桑比克陆军中尉曼努埃尔·达·科斯塔（Manuel da Costa）所发现，并在1970年将他送到里斯本，加入里斯本與本菲卡體育俱樂部的青训营。他在1972年便入选了首发阵容完成一线队的首秀，但直至3个赛季后才逐渐确立了主力位置。
邵汉此后一直为本菲卡效力直至其职业生涯结束，甚至在1986年至1989年期间担任该队的场上队长。他是球队赢得9次国内联赛冠军和6次国内杯赛冠军的重要成员。此外，邵汉还参加了球队以总比分1比2不敌安德莱赫特的1983年欧洲联盟杯决赛，并在里斯本进行的次回合比赛中射入领先的1球。而在1988年欧洲冠军杯决赛上，他也以队长身份率领本菲卡迎战埃因霍温，但在最终的点球大战中以5比6惜败于对手。他在退役前共代表本菲卡参加了349场联赛，在该队的中场历史上仅次于另一位传奇球星及同乡马里奥·科鲁纳。
在职业生涯结束后，邵汉成为一名足球经理，并曾担任本菲卡的助理教练和执导其它一些比赛超过20年之久。此外，他还开设有自己的体育用品商店，名为。

## 国家队生涯
邵汉曾24次代表葡萄牙国家足球队出战，并射入1球。他的国家队首秀是在1976年4月7日于都灵以1比3负于意大利的友谊赛，而最后一次为国家队上阵则是在1986年10月29日于伯尔尼以1比1战平瑞士的1988年歐洲國家盃外圍賽上。邵汉还参加过1984年歐洲國家盃外圍賽的角逐，但最终没有入选在法国举行的决赛圈参赛名单。
| # | 日期          | 地點                         | 對賽球隊 | 入球 | 賽果 | 競賽   |
| - | ------------- | ---------------------------- | -------- | ---- | ---- | ------ |
| 1 | 1981年9月23日 | 葡萄牙 里斯本 阿爾瓦拉德球場 | 波蘭     | 2–0  | 2–0  | 友谊赛 |

## 荣誉
- 葡甲联赛冠军：1973、1975、1976、1977、1981、1983、1984、1987、1989
- 葡萄牙杯冠军：1980、1981、1983、1985、1986、1987
- 葡萄牙超级杯冠军：1980、1985
- 欧洲冠军杯亚军：1988
- 欧洲联盟杯亚军：1983
- 伊比利亚杯（英语：Iberian Cup）冠军：1983